# Усмань (річка)
У́смань (рос. Усмань, Усманка) — річка в Європейській частині Росії, ліва притока Воронежу. Довжина 151 км, площа басейну — 2 840 км², середня витрата води у верхній течії 1,99 м³/с. На річці знаходиться місто Усмань.
У басейні річки розташований Воронезький заповідник.